# Белоцерковский замок
Белоцерковский замок или Белоцерковская крепость — оборонительное сооружение в городе Белая Церковь, построенное около 1552 года и просуществовавшее до конца XVIII века, когда было разрушено по указу императрицы Екатерины II.

## Расположение и план замка

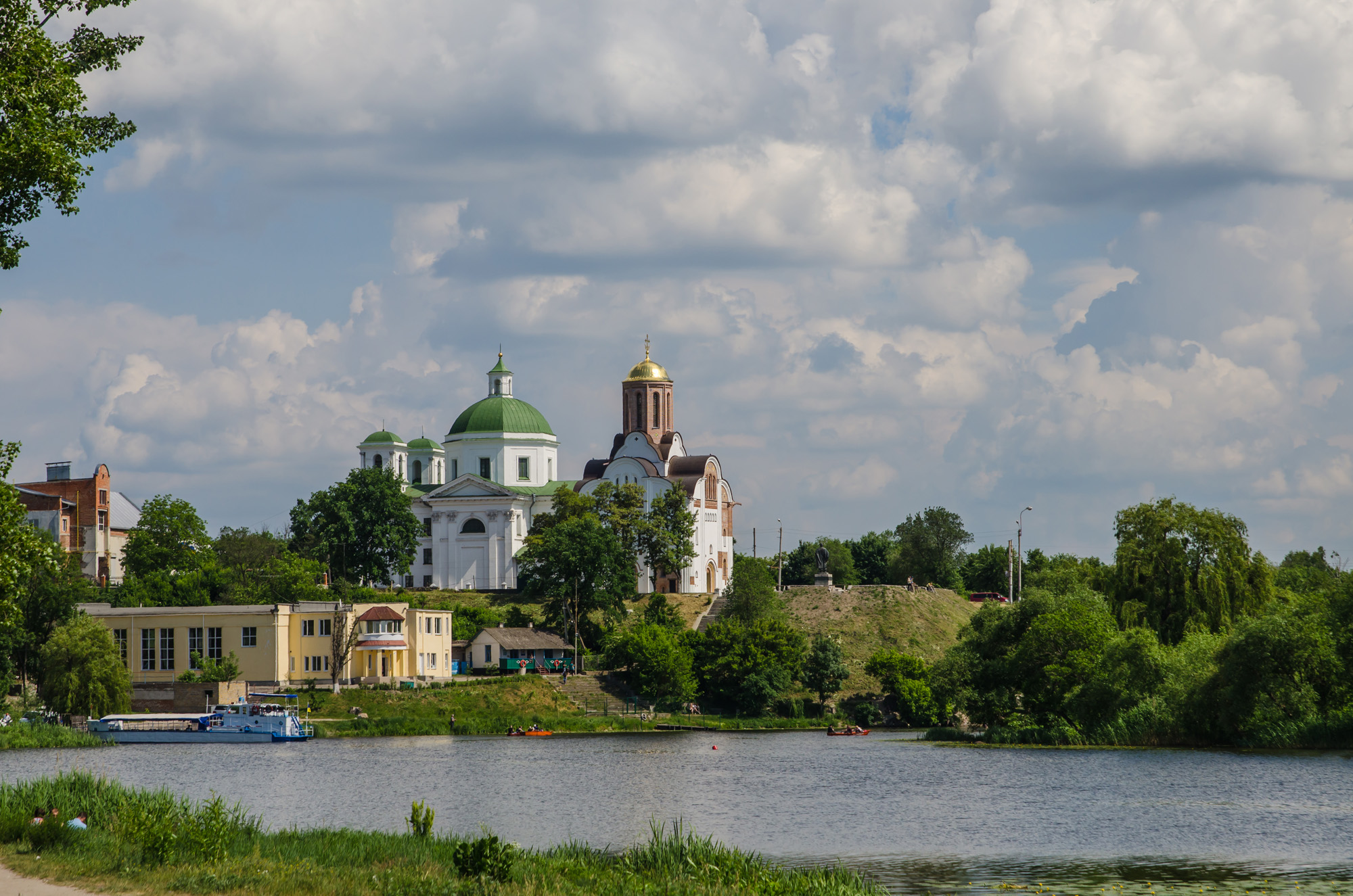
Замковая гора в Белой Церкви

Замок расположен на белоцерковской Замковой горе. Во второй половине XVII и в течение XVIII века Белоцерковская крепость состояла из двух частей — верхнего и нижнего замков. Нижний замок располагался на месте современных Замковых переулков. Предполагалось, что белоцерковцы могли завозить на большой двор нижнего замка повозки с самыми ценными вещами. Нижний (верхний) замок был окружён рвом, но из-за своего положения он был наиболее уязвимой частью укреплений.
Верхний замок располагался на месте современной Замковой горы и имел четыре бастиона с собственными названиями. Например, бастион, на месте которого сейчас стоит Белоцерковский краеведческий музей, назывался Комендантским. Рядом с ним располагалась иезуитская часовня (сейчас это место отмечено крестом). На верхнем замке и под ним располагались сооружения военного и хозяйственного назначения. Между обеими частями крепости существовал ров, через который вел подъёмный мост.

## История
В середине XVI века для защиты Великого княжества Литовского от набегов крымских татар в Белой Церкви был построен замок, в котором впоследствии находился постоянный польско-литовский гарнизон, насчитывавший до двух тысяч солдат и офицеров. Первый замок в Белой Церкви был построен воеводой князем Семёном Пронским. Сам город был также укреплён частоколом. В 1570 году замок был в значительной степени перестроен князем Василием Острожским. Крепость неоднократно захватывалась во время восстаний русского населения против Речи Посполитой и использовалась как один из опорных пунктов. Её использовали отряды Криштофа Косинского, Северина Наливайко, Семёна Палия. Гайдамаки мечтали о завоевании этой крепости, стоя на Заречье. Последнюю осаду Белоцерковской крепости провёл и принял ее капитуляцию Александр Суворов в 1794 году во время восстания Костюшко.